# Moggallana II
Moggallana II (Dalamagolan) fou rei d'Anuradhapura (Sri Lanka) del 540 al 560. Era fill de Silakala i germà i successor de Dathapabhuti.
El seu pare li va confiar l'administració de la part oriental de l'illa i a més era l'hereu al tron. Quan a la mort del pare, el seu germà Dathapabhuti va matar el tercer germà Upatissa i es va proclamar rei, va iniciar una campanya cap al nord que va acabar amb un combat singular entre els dos germans a les muntanyes de Karinda. Va derrotar el seu germà (que es va suïcidar) i va ser reconegut com a únic rei.
Moggallana fou un bon poeta. També era expert en doctrines del budisme. Va donar almoina i refugi, menjar i vestit per a malalts i va assegurar la protecció de les vides i propietats dels seus súbdits. Es va guanyar la simpatia i bona voluntat dels monjos. Tenia l'hàbit d'aconseguir homes muntats en elefants que recitaven cants sagrats de la seva pròpia composició al final dels discursos, i en els serveis religiosos. Va supervisar personalment l'educació dels seus fills, amb persuasió i suavitat. Durant el seu regnat es van fer considerables addicions a la literatura religiosa del país. Es diu que va estimar al seu poble "com una mare als fills".
Va construir tres tancs d'aigua: Pattapasana, Dhanavapi, i Garitara.
Va morir després de vint anys de regnat. La seva reina, una dona de caràcter fort, va maniobrar per la proclamació del seu fill Kirti Sirimegha i va fer enverinar a tots els possibles rivals.